# (S)-マンデル酸デヒドロゲナーゼ
(S)-マンデル酸デヒドロゲナーゼ （(S)-mandelate dehydrogenase, MDH）は、EC番号1.1.99.31の酵素で、次の化学反応を触媒する。 
(S)-2-ヒドロキシ-2-フェニル酢酸 + 受容体 {\displaystyle \rightleftharpoons } 2-オキソ-2-フェニル酢酸 + 還元型受容体
すなわち、酵素は二つの基質(S)-2-ヒドロキシ-2-フェニル酢酸と受容体、とから二つの生成物、2-オキソ-2-フェニル酢酸と還元型受容体へと導く。
この酵素は酸化還元酵素に属しており、電子受容体の存在下に電子供与体のCH-OH基に特異的に作用する。酵素の組織名は (S)-2-hydroxy-2-phenylacetate:acceptor 2-oxidoreductaseで、略号はMDHである。
この酵素はFMN依存α-ヒドロキシ酸オキシゲナーゼ/デヒドロゲナーゼ　ファミリーに属する。この酵素ファミリーは(S)エナンチオマーのα-ヒドロキシ酸をα-オキソ酸へと導き、最終酸化物（酸素や各種分子間電子受容体など）は酵素により異なる。
この酵素は電子対をFMNH2から電子伝達系のコンポーネント、多くの場合はユビキノン [1,2]に転移させる。緑膿菌の代謝系ではアミグダリンの共通土壌代謝物からマンデル酸を土壌炭素源やエネルギー源として利用するためにこの酵素が作用する。
この酵素は広い活性部位ポケットを有し、2-ヒドロキシ酪酸よりは2-ヒドロキシオクタン酸のような長い側さを持った基質に選択的に結合する。また、(S)-マンデル酸のようなβ位二重結合のある基質、(インド-3-リル)酢酸よりは(インド-3-リル)グリコール酸のような基質を好む。そして、(S)マンデル酸メチルエステルのようなエステル体も基質となる。

## 引用文献
- IUBMB Enzyme Nomenclature EC1.1.99.31